# Alyzia (luchthavenbedrijf)

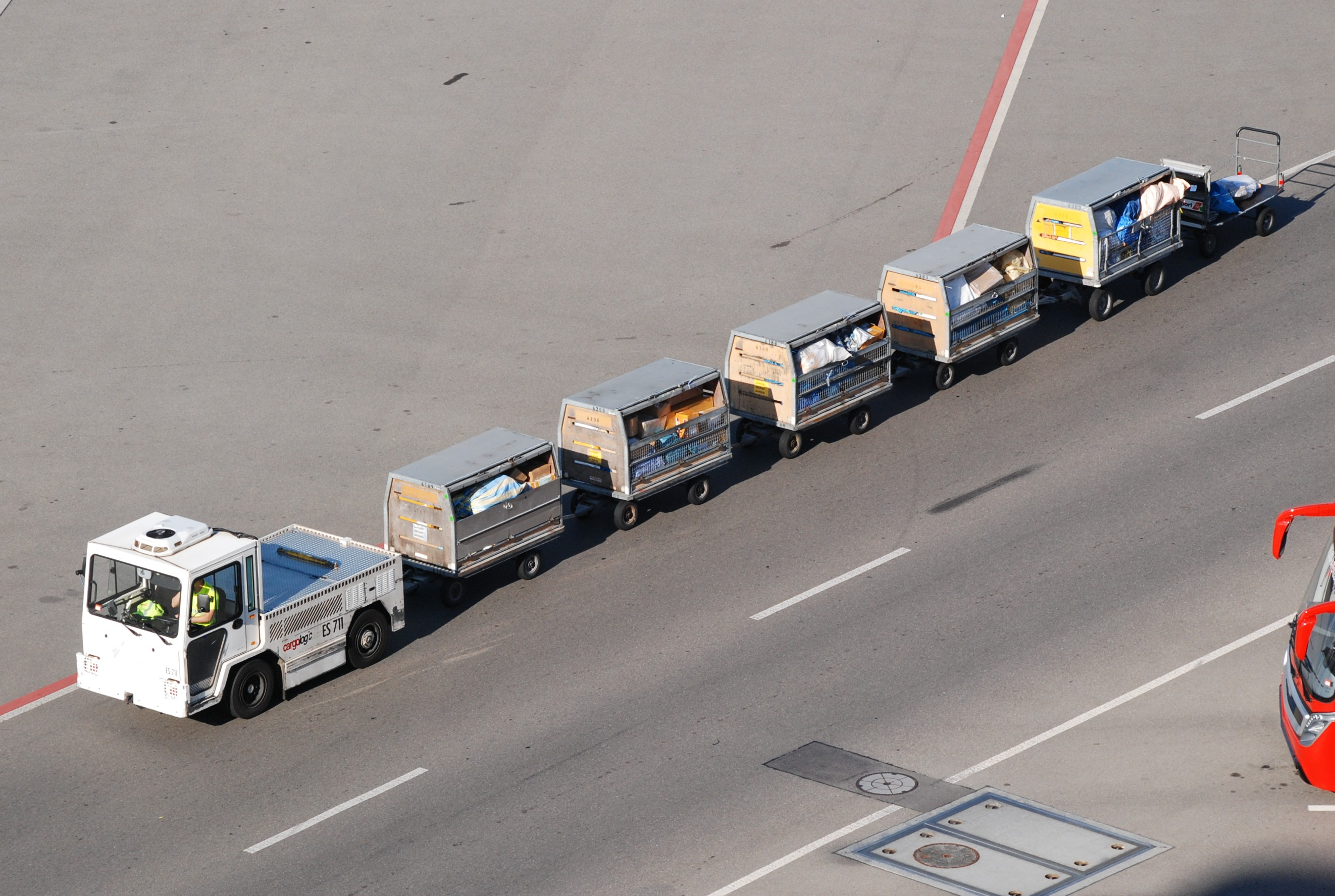
Bagageverwerking op een vliegveld.

Alyzia is een Frans bedrijf dat diensten voor grondafhandeling aanbiedt aan luchtvaartmaatschappijen en luchthavens in Europa. Het bedrijf ontstond in 1948, en was de belangrijkste afhandelaar op meerdere luchthavens van Parijs. Het bedrijf is sedert 2012 eigendom van Groupe 3S, en heeft zijn hoofdkantoor op de luchthaven van Charles de Gaulle.
In januari 2021 maakte Brussels Airlines bekend voor de grondafhandeling van haar vluchten op Brussels Airport in zee te gaan met Alyzia, als opvolger van het in 2020 failliet gegane Swissport Belgium.